# Barbus gurneyi
Barbus gurneyi е вид лъчеперка от семейство Шаранови (Cyprinidae). Видът не е застрашен от изчезване.

## Разпространение
Разпространен е в Южна Африка (Квазулу-Натал).

## Описание
На дължина достигат до 10 cm.